# Noord-Thürings voetbalkampioenschap 1927/28
In 1927/28 werd het dertiende voetbalkampioenschap van Noord-Thüringen gespeeld, dat georganiseerd werd door de Midden-Duitse voetbalbond. VfB Erfurt werd kampioen en plaatste zich voor de Midden-Duitse eindronde. De club versloeg VfB Eisleben en verloor dan van Chemnitzer BC. 

## Gauliga
| Plaats | Club                     | Wed. | W  | G | V  | Saldo | Ptn.  |
| ------ | ------------------------ | ---- | -- | - | -- | ----- | ----- |
| 1.     | VfB 1904 Erfurt          | 18   | 14 | 3 | 1  | 75:24 | 31:5  |
| 2.     | Erfurter SC 1895         | 18   | 11 | 3 | 4  | 46:31 | 25:11 |
| 3.     | BC 07 Arnstadt           | 18   | 10 | 1 | 7  | 43:32 | 21:15 |
| 4.     | SC 1911 Stadtilm         | 18   | 9  | 2 | 7  | 35:30 | 20:16 |
| 5.     | TSV Schwarz-Weiß Erfurt  | 18   | 8  | 3 | 7  | 43:34 | 19:17 |
| 6.     | SpVgg 02 Erfurt          | 18   | 7  | 1 | 10 | 38:40 | 15:21 |
| 7.     | SV 1909 Arnstadt         | 18   | 5  | 5 | 8  | 27:38 | 15:21 |
| 8.     | FV 1907 Germania Ilmenau | 18   | 6  | 3 | 9  | 36:51 | 15:21 |
| 9.     | Sportring BV 1897 Erfurt | 18   | 6  | 2 | 10 | 32:47 | 14:22 |
| 10.    | Post SV Erfurt           | 18   | 1  | 3 | 14 | 15:63 | 5:31  |

|  | Kampioen, geplaatst voor Midden-Duitse eindronde |
|  | Degradatie                                       |